# Jelení příkop (festival)
Jelení příkop byl hudební festival, jehož jediný ročník proběhl v roce 1998. Festival se konal v Jelením příkopě na Pražském hradě, a to ve dnech 29. a 30. května 1998. Pořadateli byla hudební agentura D Smack U Promotion a Správa Pražského hradu.
Dramaturgicky byl festival zaměřen na skupiny hrající taneční elektronickou hudbu, s velkým podílem skupin zaměřených na fúzi elektronické a etnické hudby. Na festivalu vystoupily skupiny The Orb, Transglobal Underground, 808 State, Fun-Da-Mental, Tribal Drift, Zion Train, Liquid Harmony, The Ecstasy Of Saint Theresa, Hypnotix, Significant Other, Skyline a Blow. Jednalo se o vůbec první festival v ČR, který byl zaměřený na taneční elektronickou hudbu. Pořadatelé rovněž přišli s některými novinkami, na které návštěvníci poobných akcí v České republice nebyli do té doby zvyklí - v recenzích se zmiňovaly například plastikové identifikační pásky (wristbands) a jejich přísná kontrola druhý den konání festivalu.
Nápad s uspořádáním festivalu v prostorách Pražského hradu měl Martin Mařan, pracovník Správy Pražského hradu. Promotérsky festival zajišťovala agentura D Smack U Promotion. Festival mohl proběhnout i díky vstřícnosti vedoucího Kanceláře prezidenta republiky Ivana Medka.

## Dohra
Pořadatelé měli v plánu uspořádat v roce 1999 druhý ročník festivalu, ten už se však neuskutečnil. Hlavním důvodem byly změny ve vedení Kanceláře prezidenta republiky. Zároveň se objevovaly hlasy, že akce pořádané na Pražském hradě bez konzultace s vedením městské části Praha 1 můžou mít „neblahý vliv na životní prostředí.“ Festival doprovázely i stížnosti obyvatel přilehlého okolí na hluk.
Dne 10. června 1999 uspořádala agentura D Smack U Promotion v pražském Sky Clubu Brumlovka jednodenní festival Jeleňák – tentokrát bez příkopu. Účast na festivalu odřeklo několik zahraničních hvězd - např. Karen Ramirez, Orbital či Asian Dub Foundation. Změna místa konání a osekání plánovaného programu se promítlo do celkově horší atmosféry festivalu. O den dříve, tedy 9. června 1999, se v plzeňském kulturním domě Svornost konala regionální verze festivalu.